# Могила міліціонерів, що загинули при виконанні службових обов’язків
Могила міліціонерів, що загинули при виконанні службових обов'язків, розташована у Довгинцівському районі Кривого Рогу на території Довгинцівського районного відділу внутрішніх справ.

## Передісторія
Пам'ятка пов'язана з подіями Національно-визвольних змагань 1917—1921 років. У ніч з 19 на 20 серпня 1920 року при виконанні службових обов'язків підрозділ робітничо-селянської міліції Кривого Рогу в районі селища Лозоватка потрапив у засідку й був оточений бійцями загонів армії УНР. Після здачі в полон міліціонери були розстріляні. Тіла загиблих скинуті до занедбаного колодязю. За словами очевидця — пораненого міліціонера Павла Бикова, якому вдалось врятуватись, — визначено місце загибелі. Тіла перевезено до міста. Семеро загиблих були поховані у братській могилі на кладовищі Чорногорки: начальник кінної міліції Григорій Мірошниченко, заступник начальника кінної міліції Іван Макаренко, рядовий міліціонер Павло Нікицький, рядовий міліціонер Порфир Харенко, рядовий міліціонер Павло Щербина, рядовий міліціонер Антін Стадник, рядовий міліціонер Гаврило Шевченко. Тіла інших загиблих забрали родичі з найближчих сіл.
Наприкінці 70-х — на початку 80-х рр. ХХ ст. кладовище на Чорногорці потрапило під міську забудову. З'явилася загроза, що поховання перших міліціонерів Кривбасу будуть втрачені. За рішенням Криворізького міськвиконкому № 336 від 28.12.1988 р. прах 7 бійців-міліціонерів у 1989 році був перепохований у сквері по вулиці 50-річчя Радянської Армії (з 2001 р. — вулиця Леоніда Бородича).

## Стела
Основним елементом пам'ятника є прямокутна стела із червоного граніту розміром 1,2×1,8 м, товщиною вгорі 12 см, внизу 20 см. Плита встановлена на два пілона 0,4х0,3х0,1 м.
На меморіальній стелі в правому кутку вгорі зображено емблему органів внутрішніх справ СРСР. В центральній частині розміщено напис у 12 рядків контррельєфом російською мовою великими літерами, виконаний в техніці гравіювання: «ВЕЧНАЯ ПАМЯТЬ / бойцам рабоче-крестьянской Красной / милиции, павшим в борьбе за / восстановление Советской власти / на Криворожье 10 августа 1920 г. / Мирошниченко Г. Е. / Макаренко И. Н. / Никицкий П. С. / Харенко П. Е. / Щербина П. Ф. / Стадник А. Э. / Шевченко Г. А.».
В 2,5 м на схід від стели знаходиться бетонна оштукатурена тумба, яка з країв має сходинку. На ній встановлено 5 бетонних чашоподібних канельованих ваз для посадки квітів, причому дві з них на сходинках, а три — на верхній площадці. В моноліт тумби вмонтовано 4 труби для встановлення прапорів.
Перед стелою розбито клумбу, обкладену бордюрним каменем з бетону. По кутках клумби — декоративні бетонні вази, аналогічні вище згаданим. Ділянка, де розташована стела і клумба, по периметру обкладена «цегельною» тротуарною плитою, із західного боку (де будівля) — смуга асфальту. Земля перед тумбою вкрита плитою в один ряд. За тумбою посаджено три голубі ялинки. В 2 м на захід від тумби знаходиться суцільна огорожа із плит сірого бетону. На довгих сторонах ділянки через 3,5 м встановлено по три дерев'яні на металевих каркасах лавки із спинками. У розривах між ними, посередині — бетонні вази, аналогічні попереднім (4 шт.). За лавками у сквері висаджено 1 ялинку, 2 тополі та 22 каштани. Огородження території пам'ятника відсутнє.